# Liga dos Campeões da CAF de 2014 – Fase de Grupos
A Fase de Grupos da Liga dos Campeões da CAF de 2014 foi disputada entre 16 de maio até 24 de agosto. Um total de oito equipes competiram nesta fase.

## Sorteio
O sorteio para esta fase incluiu os oito vencedores da segunda fase de qualificação.
O sorteio foi realizado em 29 de abril de 2014. As oito equipes foram colocadas em dois grupos com quatro cada.

## Critérios de desempate
De acordo com o regulamento, caso duas ou mais equipes empatem em números de pontos ao final da fase de grupos, os seguintes critérios serão aplicados:
1. Número de pontos obtidos entre as equipes em questão;
2. Saldo de gols entre as equipes em questão;
3. Maior número de gols marcados como visitante entre as equipes em questão;
4. Saldo de gols em todas as partidas;
5. Maior número de gols marcados.

## Grupos
As partidas foram disputadas nos dias 16–18 de maio, 23–25 de maio, 6–8 de junho, 25–27 de julho, 8–10 de agosto e 22–24 de agosto.

### Grupo A
| Pos. | Equipe       | Pts | J | V | E | D | GP | GC | SG |
| ---- | ------------ | --- | - | - | - | - | -- | -- | -- |
| 1    | TP Mazembe   | 11  | 6 | 3 | 2 | 1 | 5  | 2  | +3 |
| 2    | AS Vita Club | 11  | 6 | 3 | 2 | 1 | 6  | 4  | +2 |
| 3    | Al-Hilal     | 7   | 6 | 2 | 1 | 3 | 7  | 9  | –2 |
| 4    | Zamalek      | 4   | 6 | 1 | 1 | 4 | 4  | 7  | –3 |

|              | HIL | VIT | TPM | ZAM |
| ------------ | --- | --- | --- | --- |
| Al-Hilal     | —   | 1–1 | 1–0 | 2–1 |
| AS Vita Club | 2–1 | —   | 0–0 | 2–1 |
| TP Mazembe   | 3–1 | 1–0 | —   | 1–0 |
| Zamalek      | 2–1 | 0–1 | 0–0 | —   |

| 16 de maio    | Al-Hilal    | 1 – 0     | TP Mazembe | Estádio Cartum, Cartum     |
| 20:30 (UTC+3) | Ibrahim 52' | Relatório |            | Árbitro: ZAM Janny Sikazwe |

| 18 de maio    | AS Vita Club               | 2 – 1     | Zamalek     | Stade Tata Raphaël, Kinshasa |
| 15:30 (UTC+1) | Mubele 18' · Ngudikama 80' | Relatório | Zakaria 76' | Árbitro: GAM Bakary Gassama  |

| 24 de maio    | Zamalek                       | 2 – 1     | Al-Hilal     | Estádio 30 de Junho, Cairo           |
| 19:30 (UTC+3) | Da Silva 5' · Abdel-Shafy 80' | Relatório | El Tahir 25' | Árbitro: MAU Rajindraparsad Seechurn |

| 25 de maio    | TP Mazembe  | 1 – 0     | AS Vita Club | Stade TP Mazembe, Lubumbashi |
| 15:00 (UTC+2) | Samatta 62' | Relatório |              | Árbitro: CMR Néant Alioum    |

| 6 de junho    | Al-Hilal          | 1 – 1     | AS Vita Club      | Estádio Cartum, Cartum          |
| 20:00 (UTC+3) | Sérgio Júnior 19' | Relatório | Mabidi 88' (pen.) | Árbitro: GAB Eric Otogo-Castane |

| 8 de junho    | TP Mazembe | 1 – 0     | Zamalek | Stade TP Mazembe, Lubumbashi |
| 15:00 (UTC+2) | Kalaba 13' | Relatório |         | Árbitro: GHA Joseph Lamptey  |

| 27 de julho   | AS Vita Club                         | 2 – 1     | Al-Hilal   | Stade Tata Raphaël, Kinshasa |
| 16:00 (UTC+1) | Lusadisu 81' · Etekiama 90+7' (pen.) | Relatório | Bashir 18' | Árbitro: KEN Davies Omweno   |

| 27 de julho   | Zamalek | 0 – 0     | TP Mazembe | Estádio de Alexandria, Alexandria |
| 22:00 (UTC+2) |         | Relatório |            | Árbitro: ALG Djamel Haimoudi      |

| 10 de agosto  | TP Mazembe                           | 3 – 1     | Al-Hilal       | Stade TP Mazembe, Lubumbashi    |
| 15:00 (UTC+2) | Kalaba 27' · Asante 60' · Traoré 76' | Relatório | El Tahir 90+3' | Árbitro: MAR Bouchaïb El Ahrach |

| 10 de agosto  | Zamalek | 0 – 1     | AS Vita Club | Estádio de Alexandria, Alexandria |
| 20:30 (UTC+3) |         | Relatório | Sentamu 55'  | Árbitro: SEN Badara Diatta        |

| 22 de agosto  | Al-Hilal                   | 2 – 1     | Zamalek   | Estádio Cartum, Cartum           |
| 20:00 (UTC+3) | Bashir 35' · Al-Madina 84' | Relatório | Fathi 61' | Árbitro: MAD Hamada Nampiandraza |

| 24 de agosto  | AS Vita Club | 0 – 0     | TP Mazembe | Stade Tata Raphaël, Kinshasa         |
| 15:30 (UTC+1) |              | Relatório |            | Árbitro: MAU Rajindraparsad Seechurn |

### Grupo B
| Pos. | Equipe             | Pts | J | V | E | D | GP | GC | SG |
| ---- | ------------------ | --- | - | - | - | - | -- | -- | -- |
| 1    | CS Sfaxien         | 11  | 6 | 3 | 2 | 1 | 8  | 5  | +3 |
| 2    | ES Sétif           | 10  | 6 | 2 | 4 | 0 | 9  | 6  | +3 |
| 3    | Espérance de Tunis | 7   | 6 | 2 | 1 | 3 | 8  | 9  | –1 |
| 4    | Al-Ahly Bengasi    | 4   | 6 | 1 | 1 | 4 | 5  | 10 | –5 |

|                    | AHB | CSS | ESS | EST |
| ------------------ | --- | --- | --- | --- |
| Al-Ahly Bengasi    | —   | 0–1 | 0–2 | 3–2 |
| CS Sfaxien         | 3–1 | —   | 1–1 | 1–0 |
| ES Sétif           | 1–1 | 1–1 | —   | 2–2 |
| Espérance de Tunis | 1–0 | 2–1 | 1–2 | —   |

Nota: O Al-Ahly Bengasi irá mandar suas partidas fora da Líbia devido a preocupações com a segurança.
| 17 de maio    | Espérance de Tunis | 1 – 2     | ES Sétif                  | Stade Olympique de Radès, Radès |
| 20:00 (UTC+1) | Mhirsi 53'         | Relatório | Nadji 24' · Belameiri 48' | Árbitro: GUI Aboubacar Bangoura |

| 18 de maio    | CS Sfaxien                                  | 3 – 1     | Al-Ahly Bengasi | Stade Taïeb Mhiri, Sfax      |
| 18:00 (UTC+1) | Khenissi 15' · Ben Salah 33' · Chellouf 86' | Relatório | Boulaâbi 27'    | Árbitro: SEY Bernard Camille |

| 24 de maio    | Al-Ahly Bengasi                      | 3 – 2     | Espérance de Tunis        | Stade Taïeb Mhiri, Sfax (Tunísia) |
| 21:00 (UTC+3) | Sadomba 4' · Mbarak 11' · Orkuma 43' | Relatório | Akaïchi 19' · Darragi 78' | Árbitro: MLI Koman Coulibaly      |

| 25 de maio    | ES Sétif      | 1 – 1     | CS Sfaxien  | Stade 8 Mai 1945, Setif    |
| 20:30 (UTC+1) | Belameiri 11' | Relatório | Maâloul 45' | Árbitro: SEN Badara Diatta |

| 7 de junho    | ES Sétif  | 1 – 1     | Al-Ahly Bengasi     | Stade 8 Mai 1945, Setif     |
| 21:00 (UTC+1) | Nadji 44' | Relatório | Fetori 90+1' (pen.) | Árbitro: MRT Ali Lemghaifry |

| 8 de junho    | Espérance de Tunis       | 2 – 1     | CS Sfaxien   | Stade Olympique de Radès, Radès      |
| 19:00 (UTC+1) | Darragi 65' · Mhirsi 66' | Relatório | Hannachi 47' | Árbitro: MAU Rajindraparsad Seechurn |

| 25 de julho   | Al-Ahly Bengasi | 0 – 2     | ES Sétif                     | Stade Chedli Zouiten, Tunes (Tunísia) |
| 22:00 (UTC+1) |                 | Relatório | Belameiri 18' · Younès 90+3' | Árbitro: GAM Bakary Gassama           |

| 26 de julho   | CS Sfaxien | 1 – 0     | Espérance de Tunis | Stade Taïeb Mhiri, Sfax   |
| 22:00 (UTC+1) | Manser 77' | Relatório |                    | Árbitro: EGY Gehad Grisha |

| 8 de agosto   | Al-Ahly Bengasi | 0 – 1     | CS Sfaxien | Stade Chedli Zouiten, Tunes (Tunísia) |
| 18:00 (UTC+1) |                 | Relatório | Sassi 67'  | Árbitro: CMR Néant Alioum             |

| 9 de agosto   | ES Sétif                | 2 – 2     | Espérance de Tunis | Stade 8 Mai 1945, Setif      |
| 20:30 (UTC+1) | Djahnit 29' (pen.), 51' | Relatório | Akaïchi 7', 72'    | Árbitro: CIV Noumandiez Doué |

| 23 de agosto  | CS Sfaxien  | 1 – 1     | ES Sétif    | Stade Taïeb Mhiri, Sfax         |
| 18:00 (UTC+1) | Maâloul 87' | Relatório | Zé Ondo 64' | Árbitro: GAB Eric Otogo-Castane |

| 24 de agosto  | Espérance de Tunis | 1 – 0     | Al-Ahly Bengasi | Stade Olympique de Radès, Radès |
| 19:00 (UTC+1) | Jerbi 70' (pen.)   | Relatório |                 | Árbitro: ZAM Janny Sikazwe      |